# Ura-ユリ
『ura-ユリ』（うらゆり）は、2011年4月9日から2012年9月29日までHBCラジオで放送されていたラジオ番組。

## 放送時間
- 土曜 20:45-21:00（JST）

プロ野球ナイター中継のある日は15:45-16:00に変更される。

## 出演者
- 高橋友理（HBCアナウンサー）
- 鎌田強 (HBCエグゼクティヴアナウンサー、2011年10月より出演)

## 番組内容
- リスナーからのメール紹介
- ユリビアの泉：日常生活にある小さな疑問を解説する。
  - 2011年5月21日、6月18日はユリビアの泉スペシャルとして、「道外から北海道に移住した人のうち、10人に1人は富良野に行ったことがない。」、「多くの人が、金太郎の歌の『鉞かついで金太郎』の歌詞を、『鉞かついだ金太郎』と間違えて覚えている。」を検証した。
- NEWS YURI：日常生活で起きる、ラジオやテレビ、新聞で取り上げられるようなニュースにはならない小さな出来事をリスナーから募集し、それをニュース原稿に仕立てて、高橋がニュース風に読む。